# Sudice (district de Blansko)
Pour les articles homonymes, voir Sudice.
Sudice (en allemand : Suditz) est une commune du district de Blansko, dans la région de Moravie-du-Sud, en République tchèque. Sa population s'élevait à 477 habitants en 2020.

## Géographie
Sudice se trouve à 5 km au nord de Boskovice, à 19 km au nord de Blansko, à 38 km au nord de Brno et à 172 km à l'est-sud-est de Prague.

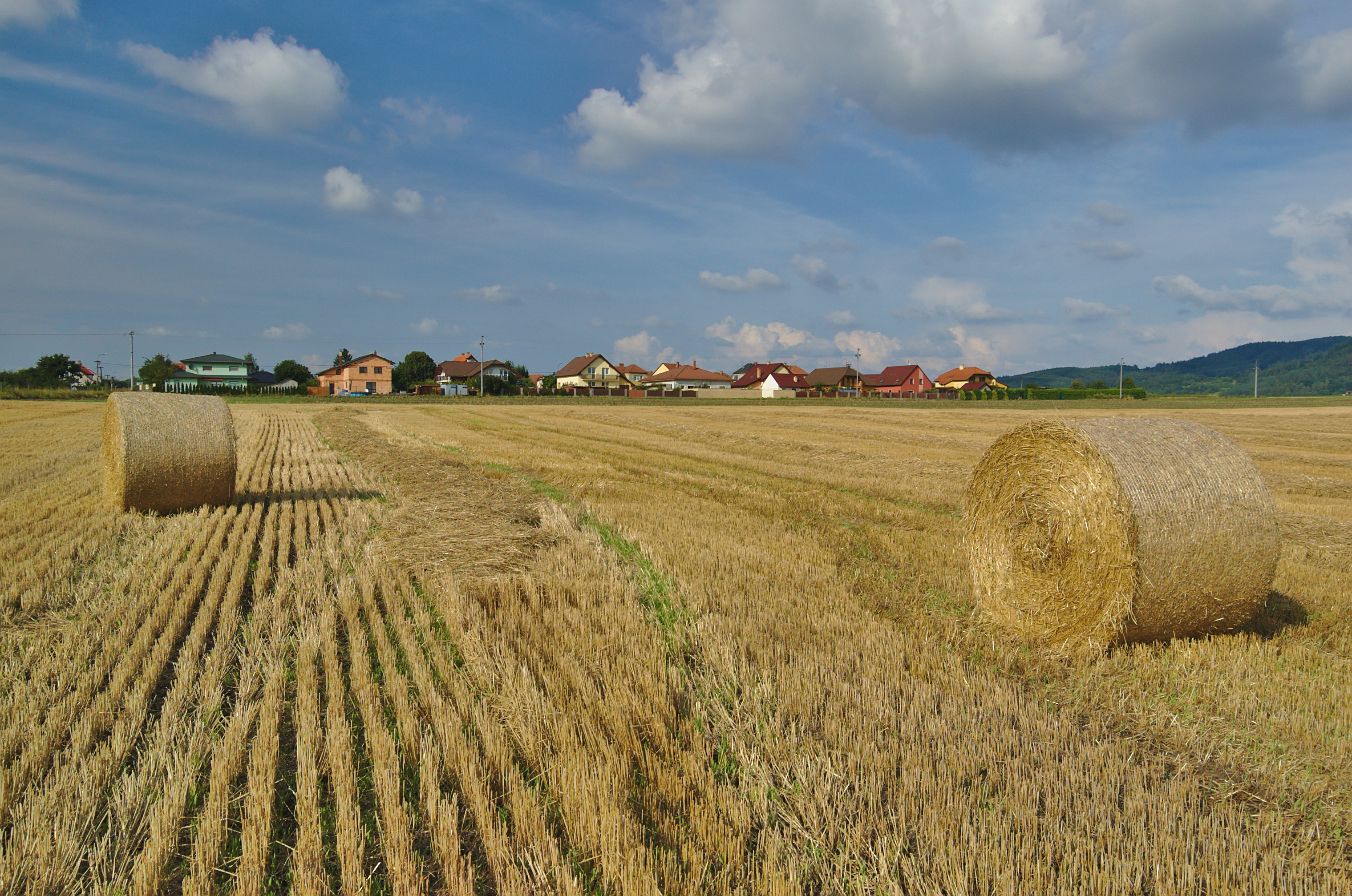
Panorama de Sudice.

La commune est limitée par Pamětice et Knínice u Boskovic au nord, par Vážany à l'est, par Boskovice au sud et à l'ouest, et par Vísky au nord-ouest.

## Histoire
La première mention écrite de la localité date de 1238.